# Zona arqueológica del Casco Urbano de Alcorcón
La zona arqueológica del Casco Urbano de Alcorcón es un zona arqueológica del municipio español de Alcorcón, en la Comunidad de Madrid.

## Descripción
Se ubica en el interior de la localidad madrileña de Alcorcón. El término municipal forma parte de la denominada «depresión del Tajo», que separa las cuencas de los ríos Guadarrama y Manzanares. Posee una red hidrográfica reducida y modesta, lo que contrasta con su abundante riqueza en aguas subterráneas (acuífero del Terciario detrítico del entorno de Madrid). La zona protegida se encuentra dentro del casco urbano antiguo.
El 15 de enero de 1991 se incoó expediente para su declaración como Bien de Interés Cultural, mediante una resolución publicada el 9 de agosto de ese mismo año en el Boletín Oficial del Estado, con la rúbrica de la directora general de Patrimonio Cultural de la Consejería de Cultura de la Comunidad de Madrid, Araceli Pereda Alonso.